# Кетлін Вільямс
Кетлін Мейбл Вільямс (англ. Kathlyn Williams, при народженні Kathleen; 31 травня 1879 — 23 вересня 1960) — американська акторка та сценаристка, зірка ери німого кіно.

## Біографія
Прославилася на початку 1910-х головною роллю в одному з перших кіносеріалів «Пригоди Кетлін» (1913—1914). З появою звукового кіно акторка перемістилася на другорядні ролі, а в 1935 році завершила кінокар'єру.
Син від першого з трьох шлюбів помер в 16-річному віці від ускладнень грипу. У грудні 1949 року Вільямс потрапила в автомобільну аварію, в результаті якої загинула її подруга Мері Е. Роуз, а Вільямс ампутували праву ногу. У наступні роки, попри інвалідність, вона залишалася активною, багато подорожувала.
Останні 30 років Вільямс проживала у своїй квартирі в Західному Голлівуді, де і померла від серцевого нападу в 1960 році у віці 81 рік. Все своє майно, оцінене на 287 тис. доларів, вона заповіла благодійним фондам. 
Внесок Кетлін Вільямс в американську кіноіндустрію відзначений зіркою на Голлівудській алеї слави.

## Вибрана фільмографія
- 1917: Вартість ненависті / The Cost of Hatred — Елсі Грейвс / Саріта Грейвс
- 1919: Краща дружина / The Better Wife — леді Беверлі
- 1920: Древо пізнання / The Tree of Knowledge — Белла
- 1923: Продажні душі / Souls for Sale — камео
- 1923: Іспанська танцівниця/ The Spanish Dancer — королева Ізабелла Бурбон
- 1925: Мандрівник / The Wanderer — Олдама
- 1928: Наші танцюючі дочки / Our Dancing Daughters) — мати Аніти
- 1929: Самотній чоловік